# Amaka Hahina
Amaka Hahina var et fransk dark ambient-projekt lavet af black metal-musikeren Beleth'Rim (her under navnet The Black Lord Beleth'Rim). Det nåede at udgive en række demoer og et enkelt studiealbum inden det blev opløst. 
Projektet er blevet forbundet med Les Légions Noires, da Beleth'Rim var aktiv i LLN-bandet Torgeist, og der hersker stadig en del debat om Amaka Hahina var en del af Les Légions Noires, eller om LLN var blevet opløst inden.

## Medlemmer
- The Black Lord Beleth'Rim – Synthesizer, effekter

## Diskografi

### Studiealbum
- 2002: Aheah Saergathan!

### Demoer
- 2001: Demetria
- 2001: Elsia Keth
- 2001: Seream Iarkham Beleth'Rim